# بهنام مهدی‌زاده
بهنام مهدی‌زاده (زادهٔ ۱۰ دی ۱۳۶۷) کشتی‌گیر فرنگی‌کار تهرانی تیم ملی ایران است. وی دارندهٔ سه مدال طلای مسابقات قهرمانی آسیا می‌باشد.

## فعالیت حرفه‌ای ورزشی

### قهرمانی آسیا ۲۰۱۴
مهدی‌زاده در مسابقات قهرمانی آسیا ۲۰۱۴ توانست با غلبه بر بهروم تویچیف از تاجیکستان (۸ بر یک)، یونگ مین کیم از کره جنوبی (۷ بر ۳) و ژالگا سوآیف از قزاقستان (۳ اخطاره شدن رقیب) به دیدار پایانی راه یابد. مهدی‌زاده در در رقابت نهایی مراد رومانوف از قرقیزستان را برد و قهرمان آسیا شد.

### قهرمانی جهان ۲۰۱۴
مهدی‌زاده در رقابت‌های جهانی ۲۰۱۴ در تاشکند، اولکساندر چرنتسکی از اوکراین را ۲–۱ و نورماخان تینالیف از قزاقستان را ۱–۰ شکست داد اما در دور سوم مقابل میخایین لوپز از کوبا سه اخطاره شد و به دور شانس مجدد برای کسب نشان برنز راه یافت. مهدی‌زاده در این مرحله مقابل ادوارد پوپ از آلمان به روی تشک رفت و در پایان با حساب ۶ بر صفر شکست خورد و شانس خود را برای رسیدن به مدال برنز از دست داد.

### قهرمانی آسیا ۲۰۱۷
بهنام مهدی‌زاده در وزن ۱۳۰ کیلوگرم رقابت‌های قهرمانی آسیا ۲۰۱۷ در دهلی نو شرکت کرد و با ۳ پیروزی به عنوان قهرمانی مسابقات دست یافت. مهدی‌زاده در این مسابقات توانست کیم مین-سئوک از کره جنوبی را ۳–۱، آراتا سونودا از ژاپن را ۹–۰ و دامیر کاظم بایف از قزاقستان را با نتیجهٔ ۳–۱ مغلوب کند.

### بازی‌های داخل سالن آسیا ۲۰۱۷
در وزن ۱۳۰ کیلوگرم مسابقا داخل سالن آسیا در عشق‌آباد، ترکمنستان بهنام مهدی‌زاده با برتری برابر نورماخان تینالیف از قزاقستان (۲–۱)، ساتوشی کایزوکا از ژاپن (۷–۳)، کیانگ منگ از چین (۱–۰) و ناوین کومار از هند (۲–۰) به نشان طلا دست یافت.

### قهرمانی آسیا ۲۰۱۸
در وزن ۱۳۰ کیلوگرم مسابقات قهرمانی آسیا ۲۰۱۸ در بیشکک بهنام مهدی‌زاده در دور نخست با امتیاز فنی عالی (۹ بر صفر) آرتا سونودا از ژاپن را مغلوب کرد و سپس با نتیجهٔ ۵ بر صفر از سد ناوین کومار از هند گذشت و به دور نیمه‌نهایی راه یافت. مهدی‌زاده در این مرحله با نتیجهٔ ۶ بر ۴ ژیائومینگ نای از چین را شکست داد و به رقابت پایانی راه پیدا کرد و موفق شد با پیروزی ۳ بر ۱ برابر مؤمن جان عبدالله‌یف، نمایندهٔ ازبکستان، برای سومین بار نشان زرین این رقابت‌ها را پس از سال‌های ۲۰۱۴ و ۲۰۱۷ به دست بیاورد.

### بازی‌های آسیایی ۲۰۱۸
مهدی‌زاده نمایندهٔ وزن ۱۳۰ کیلوگرم ایران در بازی‌های آسیایی جاکارتا بود که دور نخست مقابل مراد رامانوف، نایب قهرمان آسیا از قرقیزستان با نتیجهٔ ۱۰ بر ۳ به پیروزی رسید. وی در دور بعد منگ لینگ‌ژی از چین را با امتیاز ۵ بر صفر شکست داد و به نیمه‌نهایی رسید. مهدی‌زاده در این مرحله مقابل مؤمن جان عبدالله‌یف دارندهٔ مدال نقره آسیا از ازبکستان با نتیجهٔ ۲ بر ۲ مغلوب شد. وی در دیدار رده‌بندی برای کسب مدال برنز مقابل کیم مین-سئوک از کره جنوبی قرار گرفت و با نتیجهٔ ۱–۱ از حریفش شکست خورد.